# Mesillat Cijjon
Mesillat Cijjon (hebr. מסילת ציון) – moszaw położony w samorządzie regionu Matte Jehuda, w Dystrykcie Jerozolimy, w Izraelu.
Leży na północ od miasta Bet Szemesz w górach Judzkich, w otoczeniu moszawów Bet Me’ir, Tarum, Ta’oz i Eszta’ol oraz wioski Newe Szalom.

## Historia
Pierwotnie w miejscu tym znajdowała się grunty rolne arabskiej wioski Bajt Mahsir, w której podczas wojny domowej w Mandacie Palestyny stacjonowały siły arabskich milicje. Atakowały one żydowskie konwoje do Jerozolimy. Aby temu przeciwdziałać, żydowska organizacja paramilitarna Hagana zaatakowała wioskę. Walki trwały przez dwa dni, i 11 maja 1948 Bajt Mahsir została zajęta przez żołnierzy Brygady Harel. W trakcie walk mieszkańcy wioski opuścili swoje domy. Następnie żydowscy żołnierze wysadzili prawie wszystkie domy, aby w ten sposób uniemożliwić powrót arabskich milicji. Na początku wojny o niepodległość w rejonie zniszczonej wioski kończyła się trasa Drogi Birmańskiej prowadzącej do Jerozolimy z pominięciem arabskich pozycji w rejonie Latrun.
Współczesny moszaw został założony w 1950 przez żydowskich imigrantów z Jemenu. Po kilku latach opuścili oni osadę, a na ich miejscu zamieszkali imigranci z Indii. Nazwany na cześć tzw. „Drogi Birmańskiej”, która została wybudowana podczas wojny o niepodległość przez góry Judzkie do oblężonej przez Arabów dzielnicy żydowskiej w Jerozolimie.

## Edukacja
W moszawie ma swoją siedzibę szkoła kulinarna Jerusalem Culinary Institute. Została ona założona w 2003 roku i oferuje różnorodne szkolenia dla kucharzy.

## Gospodarka
Gospodarka moszawu opiera się na rolnictwie i sadownictwie. Hodowlą i dystrybucją owoców zajmuje się spółka NIV Z.K. Agriculture Ltd.. Tutejsza winnica Katz Family Winery produkuje wina naturalnymi ekologicznymi metodami. Spółka Tavor Ltd. produkuje meble i różnorodne wyroby z drzewa. W odległości 1 km na wschód od moszawu znajduje się kamieniołom.

## Komunikacja
Przy moszawie przebiega droga ekspresowa nr 38 (Sza’ar ha-Gaj–Bet Guwrin), którą jadąc na północ dojeżdża się do węzła drogowego z autostradą nr 1 (Tel Awiw–Jerozolima), natomiast jadąc na południe dojeżdża się do moszawu Eszta’ol i miasta Bet Szemesz.